# Darfurnica
Darfurnica is een schilderij van de Deense kunstenares Nadia Plesner. Het schilderij is een aanklacht tegen de huidige mediacultuur. Volgens de kunstenares wordt aan entertainment meer belang gehecht dan aan serieus nieuws. Daardoor blijven serieuze zaken, zoals het conflict in Darfur, onderbelicht, terwijl de levens van Hollywoodsterren groot nieuws zijn geworden. Darfurnica is gebaseerd op het schilderij Guernica van Pablo Picasso.

## Rechtszaak
Tassenfabrikant Louis Vuitton spande een proces aan tegen Nadia Plesner, vanwege Darfurnica en producten die van het schilderij zijn afgeleid. Op Darfurnica is een jongetje te zien die een tas draagt die lijkt op een Louis Vuitton-ontwerp. Dit is volgens de fabrikant een inbreuk op het modellenrecht. Op 27 januari 2011 werd door de voorzieningenrechter in Den Haag bepaald dat Plesner Darfurnica en de daarvan afgeleide producten niet meer mocht tentoonstellen met de afbeelding van de tas. Voor iedere dag dat het bevel zou worden overtreden moest 5.000 euro betaald worden aan Louis Vuitton. Hierop spande Plesner zelf een kort geding aan tegen Louis Vuitton. Op 4 mei 2011 werd door de rechter in Den Haag in kort geding bepaald dat de vrijheid van meningsuiting van Plesner belangrijker was dan het ontwerpenrecht van Louis Vuitton.